# Палац Естергазі

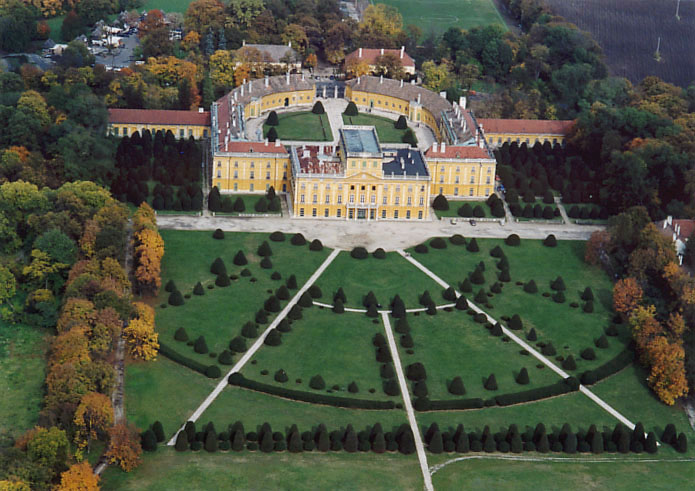
Палац Естергазі і сад бароко з радіальним розплануванням

47°37′10″ пн. ш. 16°52′18″ сх. д. / 47.61944° пн. ш. 16.87167° сх. д.
 Палац Естергазі  — садово-парковий ансамбль доби бароко в Угорщині в місті Фертед.

## Історичні дані
Розкішний сучасний ансамбль з палацу й саду призначався як мисливський замок на 20 кімнат та дві парадні зали. Проект у 1720 р. створив віденський архітектор Антон Ерхард Мартінеллі. Замовником мисливського замку був Йозеф Естергазі.
Будівлю розташували поблизу озера та мисливських угідь.

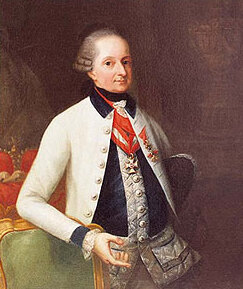
Князь Міклош Естергазі

Нащадок — Міклош Естергазі, що подорожував у Франції й відвідав Версаль, зажадав збільшити палац і перетворити його на розкішну заміську резиденцію. У 1760—1767, після добудов, замок перетворили на справжній садово-парковий ансамбль, один з найбільших в Угорщині. Палац отримав бічні флігелі, заокруглені циркумференції, тричастинний регулярний сад. Центральна частина саду мала радіальне розпланування. Нова резиденція задовольнила власника лише після створення фонтану. Кількість кімнат була збільшена до 126. Фасади та інтер'єри мають ознаки бароко, рококо та раннього класицизму.
До комплексу входили також — оперний театр, бібліотека, допоміжні служби. Саме тут на службі у князя роками працював композитор Йозеф Гайдн. Майже 25 років князівська садиба Естергазі славилася гучними бенкетами, святами з полюванням та феєрверками. У 1790 родина залишила садибу та перебралася в іншу резиденцію, а майно вивезла. Садибні будівлі занепадали і використовувались за другорядним призначенням. В роки Другої світової війни палац та його флігелі використовували як шпиталь.
Реставрацію палацу завершили у 1958, повернувши ансамблю вигляд на середину 18 ст. Частка приміщень садиби використовується як готель. Сама садиба стала місцем проведення фестивалів музики Гайдна.

## Розташування
Палац було збудовано біля південного берега Нойзідлер-Зеє, на болотистій землі, небезпечній для здоров'я в той час. Роббінс Лендон зазначає, що "це була особливо ексцентрична ідея з боку принца Ніколауса - вибрати це місце як місце для великого замку. Можливо, існування замку мало довести "перевагу розуму над матерією"".

## Галерея

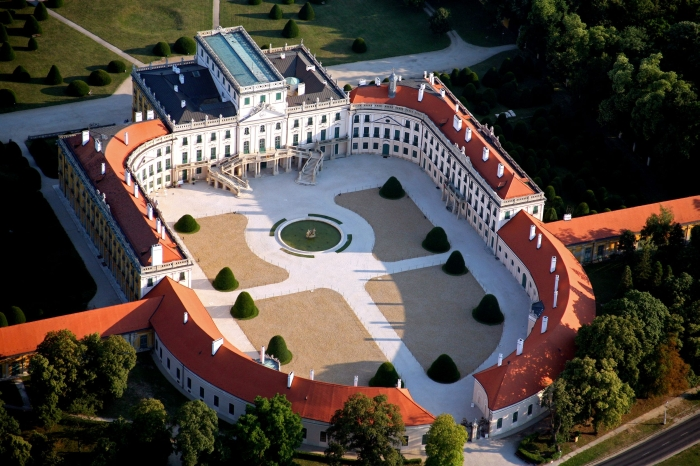
Палац після реставрації
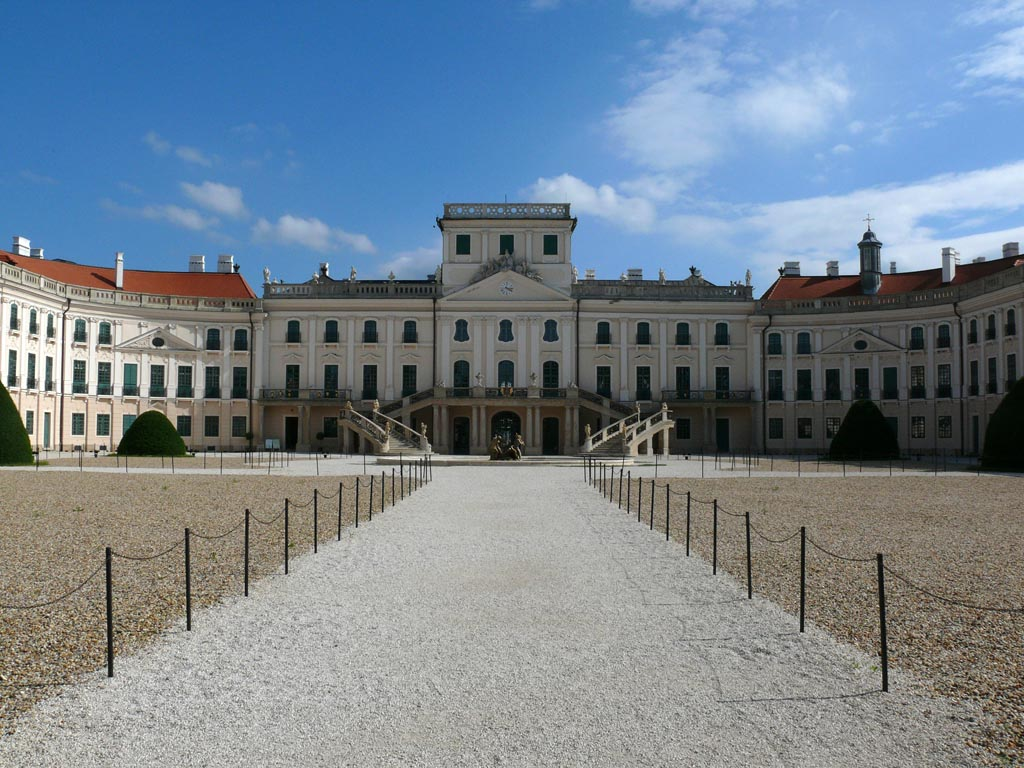
Фасад на парадний двір
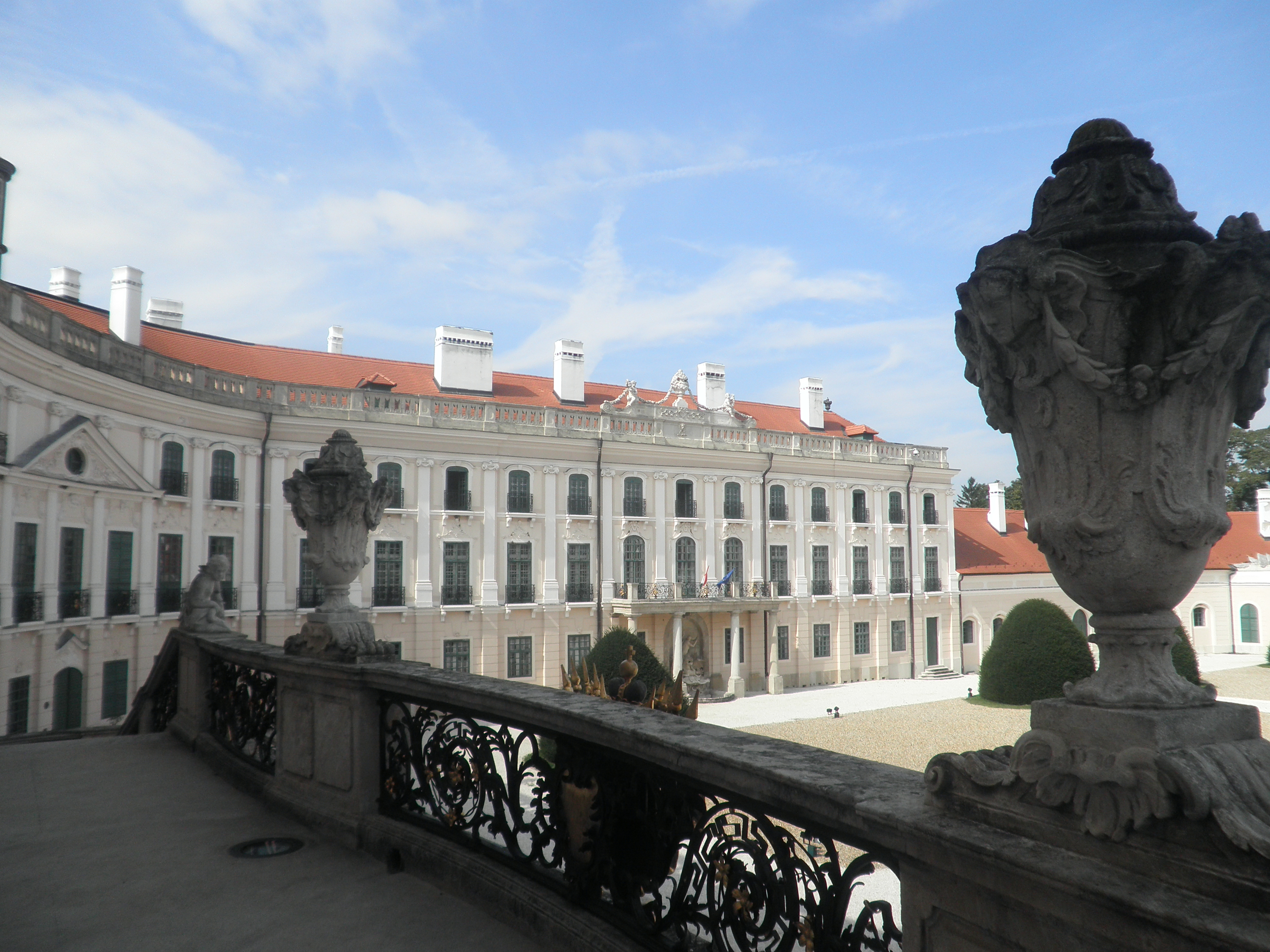
Бічний флігель
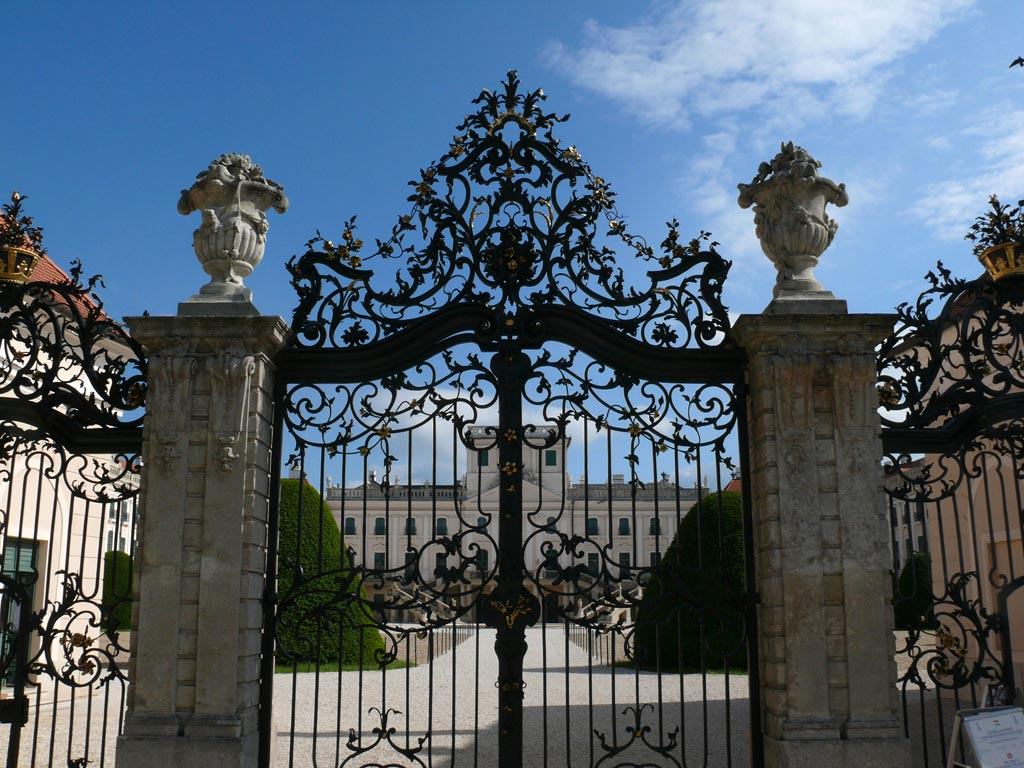
Ворота палацу - шедевр ковальства 1764-1766 рр.
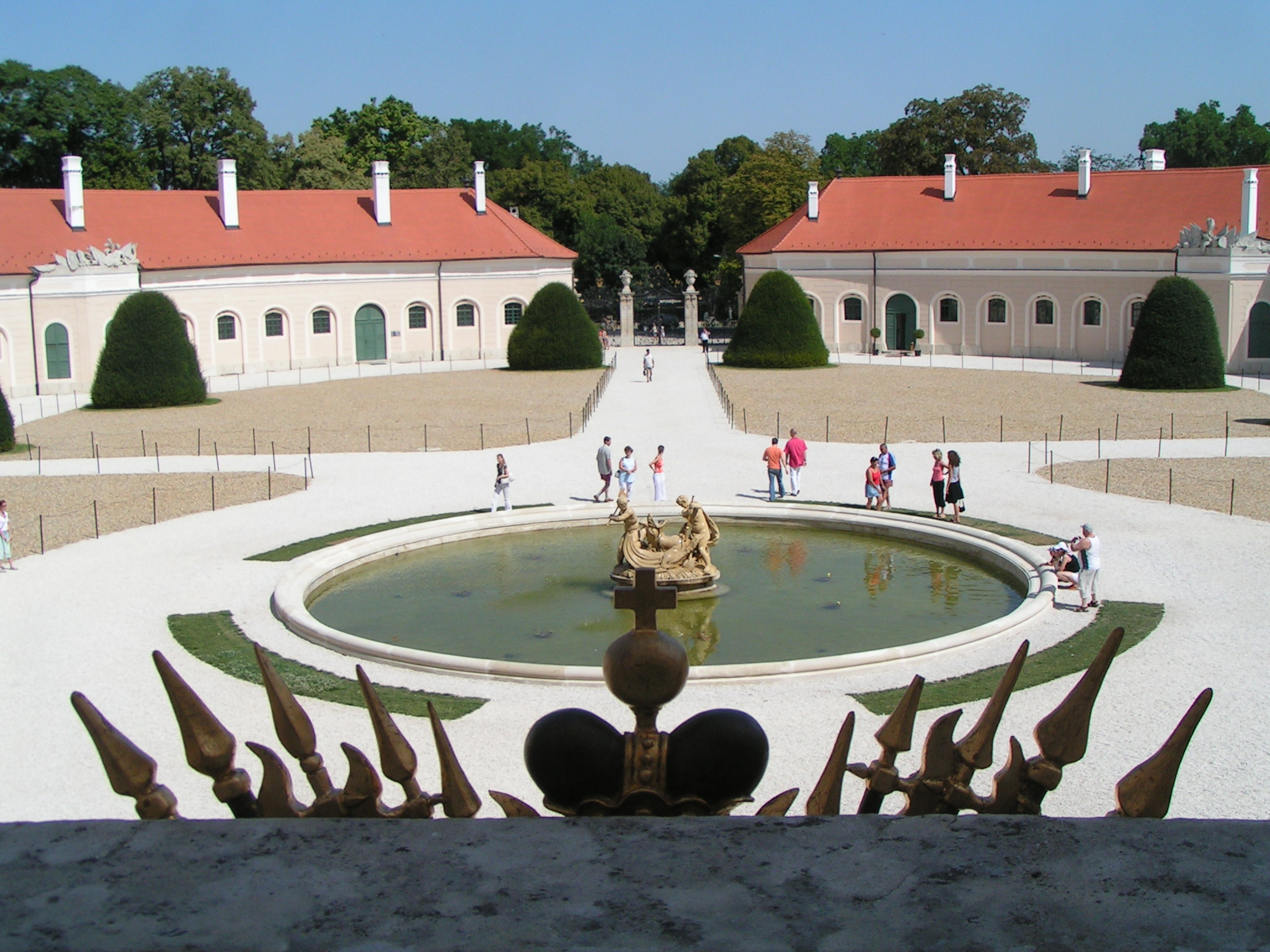
Фонтан та циркумференції
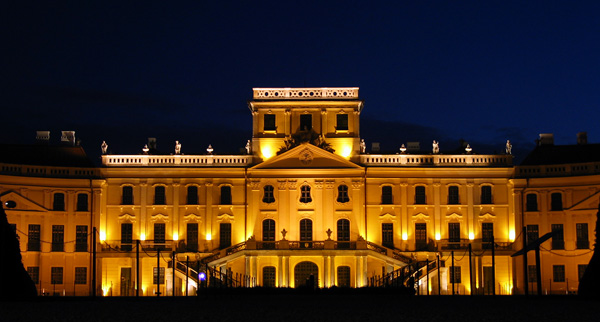
Палац вночі
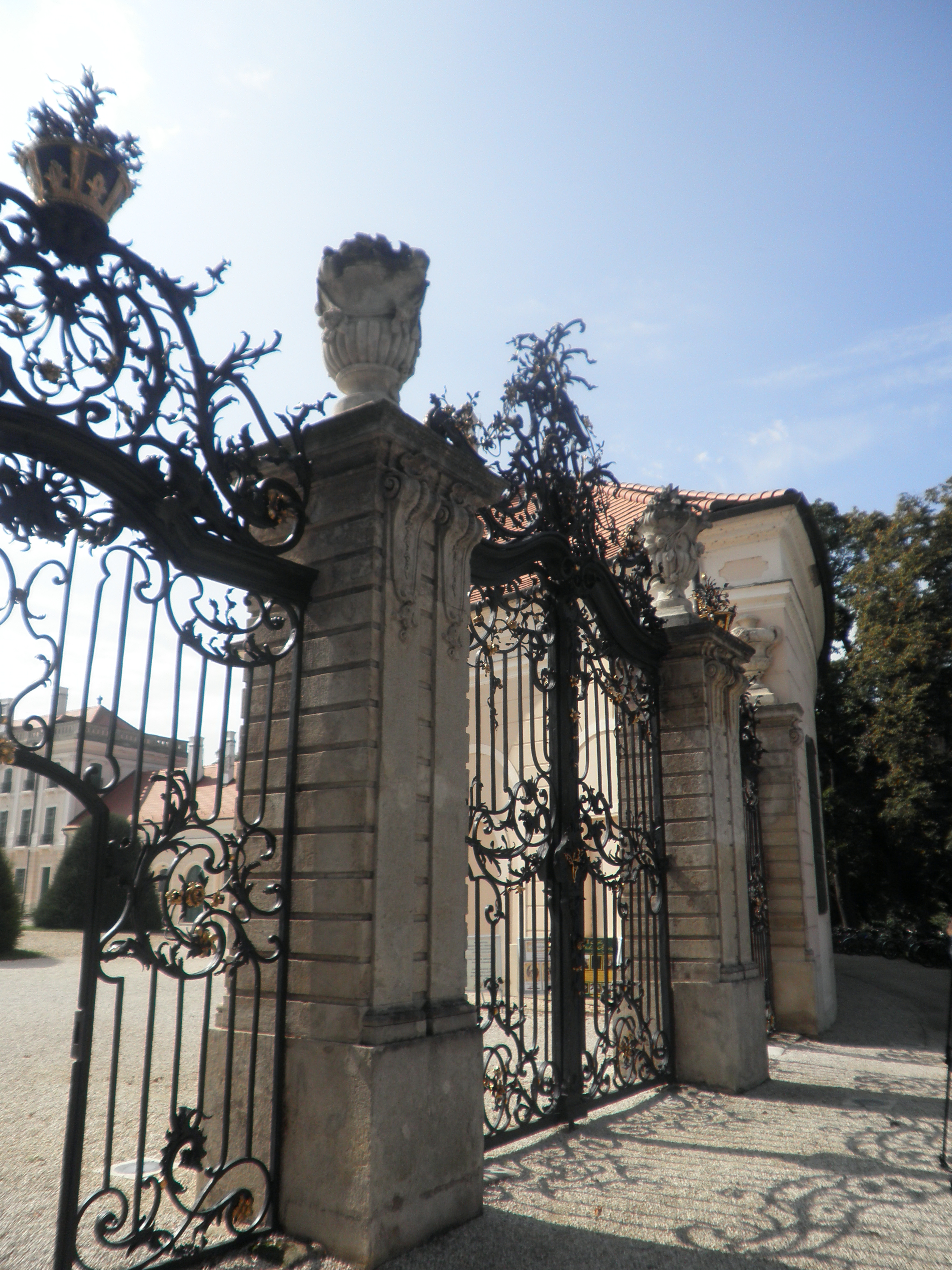
Металева огорожа